# Joseph Joffre
Joseph Jacques Césaire Joffre (Rivesaltes, 12 januari 1852 – Parijs, 3 januari 1931) was een Frans militair. Hij voerde het opperbevel van de Franse legers in de eerste jaren van de Eerste Wereldoorlog en werd daarna maarschalk van Frankrijk.

## Jeugd en begin loopbaan
Joffre was de zoon van een Frans-Catalaanse kuiper. Hij had briljante resultaten op school en slaagde al op zijn 17de als een van de besten voor het moeilijke ingangsexamen van de École polytechnique. Hij onderbrak zijn studies om deel te nemen aan de Frans-Duitse Oorlog, waar hij onderluitenant bij de artillerie was.
Eenmaal afgestudeerd aan de Polytechnique koos hij voor een opleiding als genieofficier en nam deel aan de bouw van forten rond Parijs, in de Jura en in de Pyreneeën.

## Koloniaal officier
In 1885 werd hij op eigen verzoek overgeplaatst naar het Verre Oosten. Hij leidde de versterking en de inrichting van Keelong, een stad op Formosa (Taiwan) die de Fransen hadden bezet in het kader van de Chinees-Franse Oorlog. Meteen daarop werd kapitein Joffre hoofd van de genietroepen in het pas op de Chinezen veroverde Tonkin, waar hij naast het bouwen van versterkingen onder meer wegen en dijken aanlegde. Zijn inzet leverde hem in 1886 het Legioen van Eer op.
In 1888 keerde hij naar Frankrijk terug waar hij verdere functies bij de genie bekleedde en zich specialiseerde in het militair spoorwegvervoer. Joffre zag het belang in van spoorlijnen en snelwegen om de mobiliteit van het leger te vergroten. In 1892 werd hij naar de Franse Soedan gezonden waar hij de leiding had van de aanleg van de spoorweg Kayes-Bamako. Later nam hij daar deel aan een veldtocht tegen de Touaregs. Zijn troepen wisten op 12 februari 1894 de mythische stad Timboektoe te veroveren. Hij werd daarop bevorderd tot luitenant-kolonel.
Nadat hij van 1895 tot 1900 opnieuw in Frankrijk werkzaam was geweest op de staf van de genie, werd kolonel Joffre naar Madagaskar gezonden om de havenstad Diégo-Suarez te versterken. Hij moest in 1901 naar Frankrijk terugkeren maar werd het jaar daarop teruggeroepen op uitdrukkelijk verzoek van de gouverneur van Madagaskar, generaal Joseph Gallieni. Intussen had hij de rang van brigadegeneraal gekregen.

## Naar de top
Vanaf 1903 was Joffre terug in Frankrijk, eerst als bevelhebber van een cavaleriebrigade, daarna als directeur van de genie op het Ministerie van Oorlog. Nadat hij in 1905 bevorderd was tot divisiegeneraal, werd hij eerst bevelhebber van een infanteriedivisie in Parijs, vervolgens inspecteur van de militaire scholen en in 1908 kreeg hij het bevel over een legerkorps in Amiens. Hij werd ook lid van de Hoge Oorlogsraad, die de plannen voor een eventuele oorlog met Duitsland uitwerkte.
In juli 1911 werd Joffre benoemd tot chef van de Generale Legerstaf en tegelijk tot ondervoorzitter van de Hoge Oorlogsraad. De titularis van deze laatste functie, de hoogste in het Franse leger, werd in oorlogstijd vrijwel automatisch opperbevelhebber. Joffre verving hierin generaal Victor-Constant Michel, die in ongenade was gevallen nadat hij een oorlogsplan had opgesteld dat door de meeste andere generaals en de minister van Oorlog als al te defensief werd beschouwd.
De benoeming van Joffre was niet evident. Twee andere generaals, waaronder Gallieni, hadden eerder voor die post geweigerd, omdat ze pensioengerechtigde leeftijd naderden. Joffre was met zijn 59 jaar relatief jong en had niet de ervaring en profiel voor een opperbevelhebber. HIj gold wel als een trouwe aanhanger van het republikeinse regime (hij was niet-gelovig en vrijmetselaar) terwijl de militaire top vooral uit conservatieve katholieken en monarchisten bestond, die door de vorige antiklerikale Franse regeringen gewantrouwd werden.
Joffres benoeming viel samen met de Agadircrisis, die Frankrijk op de rand van een oorlog met Duitsland bracht. Meteen daarop begonnen er verregaande contacten tussen de Franse en de Britse generale staf, om in geval van oorlog intens samen te werken. De nieuwe stafchef eiste ook snel verregaande hervormingen om het Franse leger slagvaardiger te maken. Na aandringen door hem werd in 1913 de dienstplicht op 3 jaar gebracht. Onder zijn gezag kwam het tot een nieuw aanvalsplan (Plan XVII) voor het Franse leger in het geval van oorlog met Duitsland. Tegenwoordig wordt algemeen erkend dat, zonder Joffres voorbereidende arbeid, het Franse leger de Duitse aanval van augustus 1914 niet zou hebben doorstaan.

## Opperbevelhebber in de Eerste Wereldoorlog
Bij de Franse mobilisatie aan het begin van de Eerste Wereldoorlog begin augustus 1914, werd Joffre opperhevelhebber van "de Franse legers aan het Noord- en Noordoostfront", vaak aangeduid als generalissimus. Conform Plan XVII liet hij een offensief in Elzas-Lotharingen beginnen. Al snel moest hij echter vaststellen dat dit plan in gevaar kwam doordat een grote Duitse invasiemacht door België richting Frankrijk oprukte.

### De Grote Terugtocht en de Slag aan de Marne
Toen de Franse legers (aangevuld met de nog kleine Britse Expeditiemacht BEF) er bij de Slag der Grenzen (7 – 23 augustus 1914) niet in slaagden om de invasiemacht tegen te houden, liet Joffre de legers op de linkerflank terugtrekken. Deze Grote Terugtocht verliep mede door de koelbloedigheid van de generalissimus op een geordende wijze. Joffre slaagde er ook in de samenwerking met de BEF onder veldmaarschalk Sir John French te verbeteren.
De terugtocht duurde tot het Eerste Duitse Leger niet ver meer van Parijs stond. Toen zag Joffre gelegenheid om terug te slaan. Hij was hoe dan ook van plan geweest een tegenaanval te voeren. Hij deed het enkele dagen eerder dan gepland, toen zijn vroegere chef generaal Gallieni, nu militair gouverneur van Parijs, hem wees op de grote afstand die er was ontstaan tussen het Eerste Duitse Leger en het meer oostelijk oprukkende Tweede Leger: een kwetsbaarheid waar gebruik van moest worden gemaakt.
Op 5 september 1914 gaf Joffre het bevel tot de aanval. In zijn legerorder wees hij er op dat het ging om “een slag waar het heil van het Land van afhangt” en dat de troepen in geen geval nog mochten terugwijken, maar zich liever moesten laten doden. De massale tegenaanval leidde tot een reeks gevechten die bekend raakten als de Slag aan de Marne en werd een succes. De Duitsers werden verrast en op 13 september kon Joffre de regering melden dat de vijand zich overal terugtrok.
De Slag aan de Marne werd de meest beslissende slag van de hele oorlog, omdat het hele Duitse aanvalsplan erdoor mislukte. Joffre werd gevierd als een held en de redder van het vaderland. Het gevolg was dat hij een enorm gezag kreeg, ook tegenover de politieke overheid, en dat zijn status vrijwel onaantastbaar werd.

### Nutteloze offensieven
De teruggetrokken Duitse legers slaagden erin stand te houden achter de Aisne. Daarop volgde de zogenaamde Wedloop naar de zee, waarbij het front zicht steeds verder naar het noorden ging uitstrekken tot het de Belgische Noordzeekust bereikte. Het front stabiliseerde zich. Het begin van een lange loopgravenoorlog.
Voor Joffre, die nog altijd in “offensieve” termen dacht, moest dit front zo snel mogelijk worden doorbroken. In december 1914 lanceerde hij twee offensieven, in Artesië en Champagne, om een doorbraak te forceren. Tevergeefs. Het leverde hoogstens een paar kilometers terreinwinst op, tegen zware verliezen.
Intussen reorganiseerde Joffre verder de bevelvoering. Begin 1915 had hij al meer dan 160 generaals van hun commando ontheven. Vele van die generaals door hem werden zonder taak ver van het front naar de stad Limoges gestuurd. Hieruit ontstond het Franse neologisme limoger voor ‘afdanken’. Bij de ontslagen maakte de opperbevelhebber geen onderscheid in politieke gezindheid. Opvallend veel officieren die door de recente (antiklerikale) regeringen waren aangesteld, verloren hun post.
Joffre probeerde nog meer offensieven: twee in Artesië (mei en september 1915), en een groot offensief in Champagne (september-oktober 1915). Ze leidden geen van alle tot een doorbraak, maar wel tot zware verliezen aan mensenlevens.
Die tegenslagen maakten dat vooraanstaande Franse politici kritiek begonnen uit te oefenen op Joffre, ook al leek zijn positie nog onaantastbaar. Op 15 december 1915 werd hij zelfs benoemd tot opperbevelhebber van alle Franse legers – ook die in het buitenland. Joffre had zelf daarop aangedrongen na de benoeming van generaal Gallieni tot minister van Oorlog. Joffre vreesde dat een generaal als minister zijn gezag kon aantasten (en zeker zijn vroegere chef Gallieni, die eerder al kritiek had geleverd op zijn al te offensieve aanpak). Daarom wilde hij zijn bevoegdheden zien uitgebreid. Hij eiste ook steeds meer inspanningen van de industrie voor het leger.
Met zijn verruimde bevoegdheden had de generalissimus ook gezag over de Franse troepen in de Balkan, waar onder generaal Maurice Sarrail een nieuw front werd opgebouwd rond de Griekse stad Thessaloniki. Joffre had zich altijd tegen interventies in de Balkan verzet – het Westelijk Front had voor hem absolute voorrang – maar werd toch versterkt om meer troepen naar dit Salonikifront te sturen.

### Verdun, de Somme en de ondergang van Joffre
Hoewel prominente politici steeds meer kritiek hadden op de nutteloze offensieven, maakte Joffre begin 1916 plannen voor een nieuw, groot offensief aan de Somme, dat beslissend zou moeten zijn. Maar op 21 februari 1916 begonnen de Duitsers zelf een zwaar offensief bij Verdun aan de Maas. De Franse generalissimus had gemeend dat er in die sector geen aanval te vrezen was en had de verdediging aldaar laten verzwakken. Ook toen er aanwijzingen binnenkwamen dat Verdun bedreigd werd, ontkende hij dat er een probleem was. Pas op het laatste moment, toen alles wees op een komende Duitse aanval, liet hij een paar divisies versterkingen sturen.
De aanval bij Verdun veroorzaakte een zware crisis. In het Franse parlement wees minister Gallieni openlijk op de fouten die er gemaakt waren, maar de regering geleid door Aristide Briand weigerde hem te volgen. Daarop nam Gallieni op 10 maart ontslag als minister. Hij werd vervangen werd door generaal Pierre-Auguste Roques, een vriend van Joffre.
Joffre stuurde een leger onder generaal Philippe Pétain naar Verdun, die erin slaagde de Duitse opmars stop te zetten.
Intussen wilde de generalissimus dat het geplande offensief aan de Somme doorging, maar dan vooral om het front bij Verdun te verlichten en ook om steun te geven aan het aan de gang zijnde Russische Broesilov-offensief. Omdat Pétain steeds maar meer troepen vroeg voor de verdediging van Verdun, zag Joffre zich verplicht het aantal Franse divisies voor het Sommeoffensief drastisch te verminderen. Daardoor kwamen de Britse troepen aan de Somme in de meerderheid en kreeg de Britse opperbevelhebber, generaal Sir Douglas Haig, meer initiatief.
De aanval aan de Somme begon op 1 juli 1916. Bij de eerste dag al leden de Britse legers enorme verliezen, terwijl de Fransen enige succes boekten. Haig zag zich verplicht het offensief te beperken, tot woede van Joffre. Fransen en Britten vochten vrijwel los van elkaar.
Intussen duurde de slag bij Verdun onverminderd voort. Joffre verving Pétain, die hij te “defensief” vond, door generaal Robert Nivelle, die beetje bij beetje begon het terrein te heroveren.
De Slag aan de Somme duurde uiteindelijk 4 ½ maand, die van Verdun 10 maand. De geringe terreinwinst van de geallieerden stond niet in verhouding tot de enorme verliezen (bij Verdun alleen telden de Fransen meer dan 160.000 doden).
Door de verschrikkelijke verliezen raakten de Franse politici hun vertrouwen in Joffre kwijt. In de eerste week van december – de slag bij Verdun was formeel nog bezig – werkte premier Briand een plan uit om hem aan de kant te schuiven. Nivelle zou de nieuwe opperbevelhebber worden, maar Joffre zou als hoogste generaal een adviserende rol bij de minister van Oorlog krijgen en een eigen staf behouden. Tegelijk werd de zeer gerespecteerde generaal Hubert Lyautey gevraagd minister van Oorlog te worden. Lyautey aanvaardde, maar wilde niet dat Joffre, op wie hij veel kritiek had, als adviseur aan zijn zijde zou staan.
Briand zag zich genoodzaakt Joffre helemaal aan de kant te schuiven. Als doekje voor het bloeden werd hij maarschalk van Frankrijk. Joseph Joffre werd daarmee de eerste die sinds de uitroeping van de Derde Republiek in 1870 deze hoge waardigheid kreeg.
Joffres rol in de oorlog was niet helemaal uitgespeeld. In april 1917, vlak nadat de Verenigde Staten de oorlog aan Duitsland hadden verklaard, vertrok de maarschalk naar Amerika om steun te vragen. Hij werd er als een held ontvangen. Hij sprak beide kamers van het Amerikaanse Congres toe. Op zijn aandringen zonden de Verenigde Staten in korte tijd een divisie naar Europa.
Daarna kreeg hij geen officiële opdrachten meer, maar hij had nog wel invloed. Zo drong hij erop aan om zijn voormalige adjunct generaal Ferdinand Foch tot opperbevelhebber van de geallieerde legers te maken, hetgeen in april 1918 gebeurde.

### Populariteit
Sinds zijn overwinning aan de Marne genoot Joffre een grote populariteit in Frankrijk en in zekere mate ook in de andere geallieerde landen. Afbeeldingen van “Papa Joffre”, met zijn grote witte snor, zijn donkerblauw uniform en de klep van zijn pet over de ogen, waren overal te zien. Vanaf 1915 kregen zowat 400 pasgeboren jongens de voornaam “Joffre” en 700 meisjes de voornaam “Joffrette”. Zijn bewonderaars stelden zelfs voor om hem de titel “hertog van de Marne” te geven, naar het voorbeeld van de maarschalken van Napoleon.
Maarschalk Joffre werd op 14 februari 1918 tot lid van de Académie française gekozen. Zijn plechtige ontvangst in de academie, op 19 december van dat jaar, gebeurde in aanwezigheid van de Franse president Poincaré en de Amerikaanse president Wilson.
In de jaren na de oorlog was hij aanwezig op ceremoniën, zoals voor huldiging aan oud-strijders en oorlogsinvaliden en de onthulling van monumenten. In 1920 reisde hij naar Roemenië, Joegoslavië, Portugal en Spanje en kort daarna maakte hij een wereldreis naar de Verenigde Staten, Indochina, China en Japan. Overal werd hij enthousiast ontvangen. In Barcelona leidde de ontvangst van de Franse Catalaan Joffre tot Catalaanse separatistische betogingen, waarop de maarschalk meteen vertrok.

## Privé
Joffre trouwde in 1873 met een oudere weduwe, die het jaar daarop al overleed. In 1895 begon hij een relatie met een getrouwde vrouw, Henriette Penon. Hij huwde haar in 1905 en erkende haar in 1898 geboren dochter als de zijne. Na de oorlog kocht hij voor zich een landgoed in Louveciennes, ten westen van Parijs, waar hij een villa in neoklassieke stijl liet bouwen. Sinds zijn overlijden in 1931 rust hij in een mausoleum op het landgoed.

## Eerbetoon
Veel Franse steden, maar ook Brussel en Luik in België, hebben een straat naar Joffre genoemd. Joffre gaf ook zijn naam aan een bergtop in zijn geboortestreek in de Pyreneeën (pic Joffre) en de stad Joffreville (Ambohitra) in Madagascar.
Er staat van hem een ruiterstandbeeld op de place Joffre in Parijs, vlak voor de École militaire, en in zijn geboortestad Rivesaltes. Hij heeft ook een standbeeld in Chantilly, waar tijdens de oorlog zijn hoofdkwartier was gevestigd.
In Roemenië werd zijn naam gegeven aan een chocoladetaart die gecreëerd werd bij zijn bezoek in 1920.

### Onderscheidingen
- Legioen van Eer
  - Grootkruis op 11 juli 1914[2]
  - Grootofficier op 11 juli 1909[2]
  - Commandeur op 11 juli 1903[2]
  - Officier op 26 december 1895[2]
  - Ridder op 7 september 1885[2]
- Médaille militaire op 26 november 1914[3]
- Croix de guerre 1914-1918 met Palm
- Herinneringsmedaille aan de Oorlog van 1870-1871 (1911)
- Herinneringsmedaille aan de Campagne in Tonkin (1885) in maart 1887
- Officier in de Orde van de Draak van Annam in 1887
- Koloniale Medaille in 1894
- Ridder Grootkruis in de Orde van het Bad (Militaire divisie) op 14 januari 1915[4]
- Army Distinguished Service Medal
- Grootkruis in de Orde van Sharifian Alawaidis
- Ridder Commandeur in de Militaire Orde van Rama op 22 december 1921
- Jade Scepter van keizer Bảo Đại in 1922
- Eredoctoraat van de universiteiten van:
  - Harvard-universiteit
  - Universiteit van Porto
  - Universiteit van Coimbra